# Pendón de la Divisa del rey

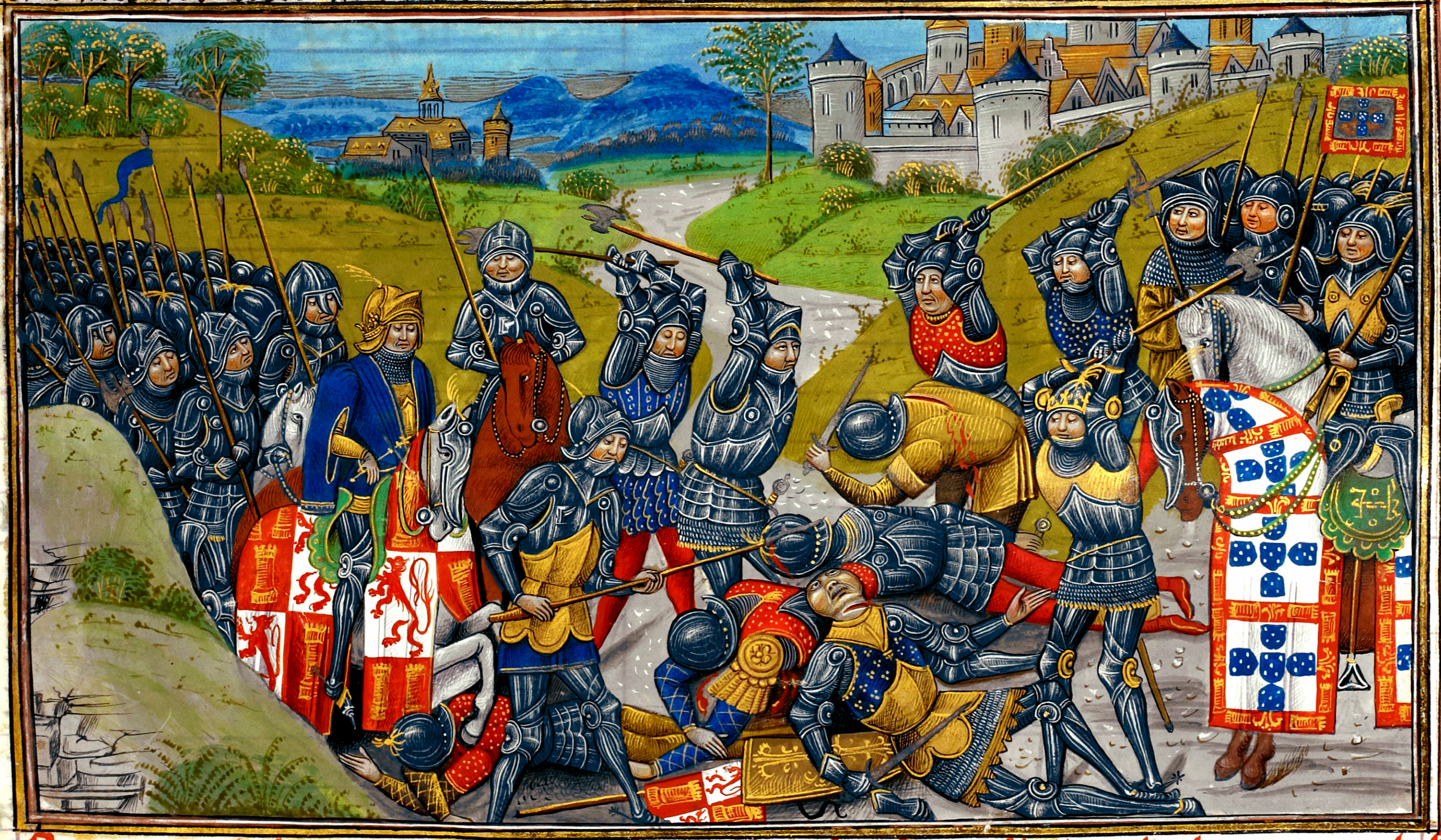
Miniatura medieval que representa la batalla de Aljubarrota, librada en 1385.

El pendón de la Divisa del rey era un guion en el que aparecía la divisa o emblema particular de cada monarca de la Casa Real de Castilla en los siglos finales de la Baja Edad Media.

## Historia
Enrique II de Castilla adoptó la banda de Castilla que había sido fundada por su padre, Alfonso XI, en 1332, como su divisa personal, y en opinión de diversos autores tal vez lo hizo para aumentar su prestigio ante sus súbditos ya que había subido al trono tras haber asesinado a su hermanastro, Pedro I, tras la batalla de Montiel, y además era hijo ilegítimo o bastardo de Alfonso XI y de Leonor de Guzmán. Y también hay constancia de que Enrique II ya usó como emblemas personales dragones y grifos dorados al igual que su hijo, Juan I de Castilla, que fundó en 1390 en Segovia las órdenes militares de la Rosa y del Espíritu Santo.
En el reinado de Juan I  ya se menciona en un documento que Carlos Ramírez de Arellano, señor de los Cameros, era el alférez mayor del pendón de la Divisa del rey, ya que en el privilegio por el que dicho monarca concedió la villa de Alhama a Alfonso Yáñez Fajardo, adelantado mayor del reino de Murcia, y que fue emitido el 25 de noviembre de 1387, Carlos de Arellano es mencionado entre los confirmantes como «Don Carlos de Arellano, Señor de los Cameros y Alférez Mayor de la Divifa del Pendon». Y conviene señalar que durante el reinado de Juan I también se crearon los cargos de condestable de Castilla y de mariscal, y los oficiales encargados de portar las insignias del monarca, como el pendón de la Divisa del rey, estaban a sus órdenes.
Sin embargo, Jaime de Salazar y Acha subrayó el hecho de que a pesar de que el pendón de la Divisa del rey y el pendón de la Orden de la Banda eran portados por sendos alféreces mayores, el «auténtico» alférez mayor del rey continuó siendo el que portaba el pendón cuartelado de Castilla y León, y por tanto los alféreces mencionados anteriormente no disfrutaron ni del «prestigio ni de las preeminencias protocolarias» de este último.
Enrique III de Castilla usó como emblema personal o divisa un cordón franciscano dispuesto en forma de collar, y también está documentado que en 1417, durante el reinado de Juan II de Castilla, existía un oficial conocido como «alférez mayor del Pendón de la Divisa del Cordón de San Francisco», y la razón probablemente sería, en opinión de Salazar y Acha, porque el monarca castellano había adoptado como emblema personal o divisa ese cordón para mostrar su devoción por San Francisco de Asís y conseguir su intercesión, aunque según ese autor ambos pendones eran el mismo. Pero otros autores afirman que desde entonces el pendón de la Divisa y el del Cordón de San Francisco serían dos insignias diferentes, aunque admiten la posibilidad de que la misión de portar la divisa de Juan I de Castilla, que era el Espíritu Santo o un halcón, hubiera sido incluida dentro de las responsabilidades del alférez mayor que portaba el pendón de la divisa del cordón de san Francisco.
En el siglo XV comenzó a usarse en la Corona de Castilla el estandarte de la Santa Cruzada, y hay constancia de que en la batalla de La Higueruela, que se libró en 1431 y supuso un gran triunfo para los castellanos, fue llevado por el noble castellano Alonso de Zúñiga. Y en esta época, como subrayó el historiador Álvaro Fernández de Córdoba, las divisas personales fueron utilizadas por los monarcas europeos para renovar los emblemas que les distinguían, y los monarcas castellanos intentaron crear grupos clientelares de caballeros de órdenes que les apoyaran frente a los numerosos «bandos aristocráticos» que florecieron en esta época en su Corte. Y el mismo historiador también señaló que:

Nacida como un signo emblemático coyuntural que adornaba cimeras, enseñas y demás soportes caballerescos, la divisa regia colonizó los antiguos espacios heráldicos hasta configurar un nuevo sistema semiológico constitutivo de la representación simbólica del rey.

En 1462, y ya durante el reinado de Enrique IV de Castilla, el pendón de la Divisa del rey fue despojado del cordón franciscano y volvió a ser conocido simplemente con ese nombre. Y hay constancia además de que los marqueses de Astorga utilizaron hereditariamente desde finales del siglo XV el título de alféreces mayores del pendón de la Divisa del rey.

## Alféreces mayores del pendón de la Divisa del rey

### Reinado de Juan I de Castilla (1379-1390)
- (1387-1390) Carlos Ramírez de Arellano.[8][a] Hijo de Juan Ramírez de Arellano el Mozo, señor de Valtierra, Arriazu y Mendinueta, y de Teresa Manrique,[9] señora de Fuente Muño, Villarmentero y Santillana, entre otras villas.[10] Fue señor de los Cameros, alférez mayor del pendón de la Divisa del rey y alférez mayor del infante Fernando de Castilla, que posteriormente llegaría a reinar como Fernando I de Aragón y a quien acompañó en 1410 en el sitio de Antequera, que finalizó con la conquista de la ciudad por los castellanos.[11] Contrajo matrimonio con Constanza Sarmiento,[9] que era hija del mariscal de Castilla, Diego Gómez Sarmiento, y de Leonor Enríquez de Castilla, bisnieta del rey Alfonso XI de Castilla.[12]

### Reinado de Enrique III de Castilla (1390-1406)

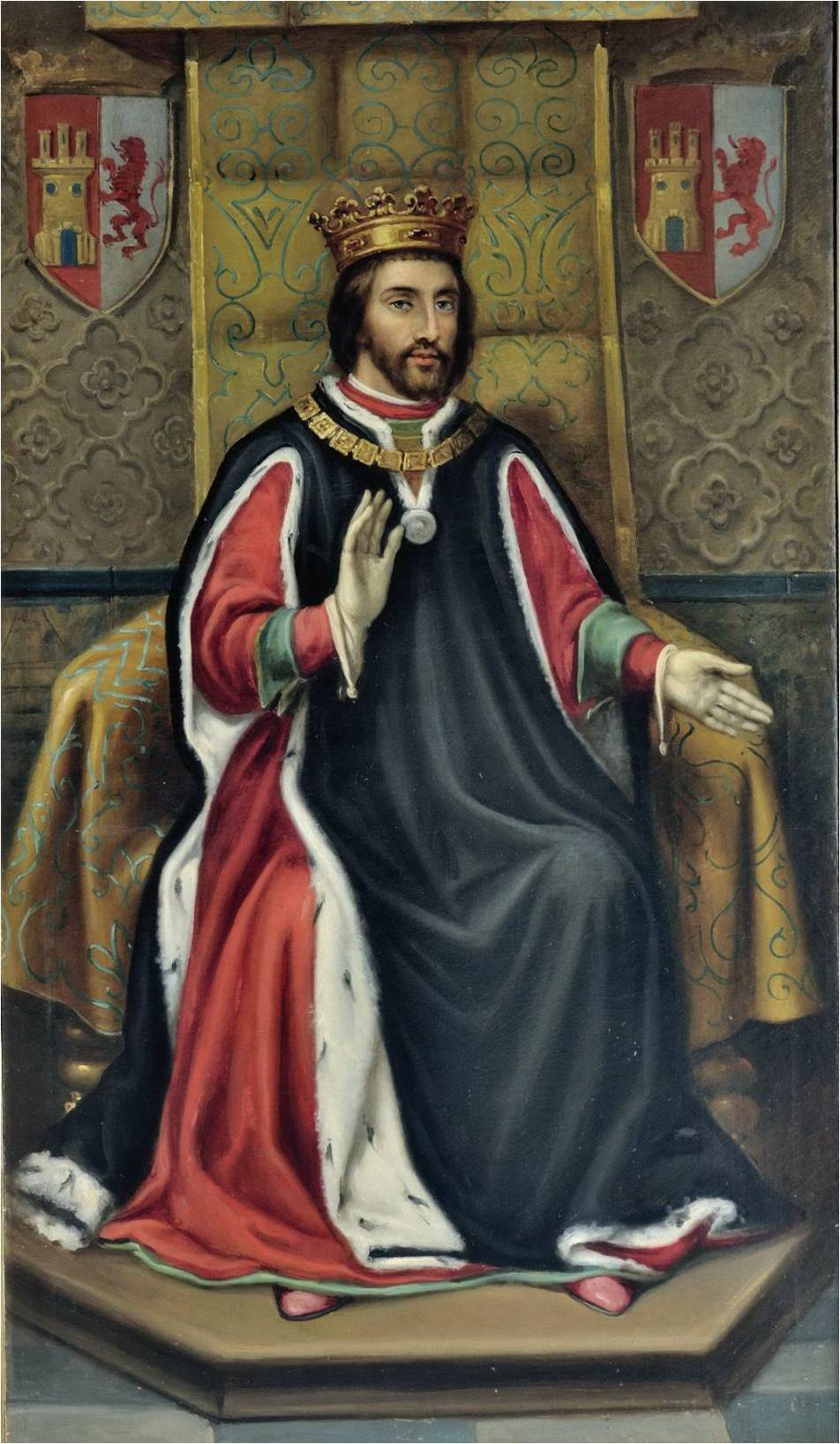
Retrato imaginario de Enrique III de Castilla. José María Rodríguez de Losada. (Ayuntamiento de León).

- (1390-1406) Carlos Ramírez de Arellano.[8] El rey Juan I de Castilla dispuso en su testamento, otorgado en 1385, que este individuo fuera el alférez mayor del infante Fernando de Castilla. Además, Carlos Ramírez de Arellano falleció en Zaragoza el 26 de julio de 1412,[11] aunque otros autores aseguran que fue a finales de junio de 1412,[12] y en su sepulcro de la capilla de San Antón del convento de San Francisco de Soria estaba colocado el siguiente epitafio, que fue mencionado por Luis de Salazar y Castro: «Aquí yace el noble cavallero Carlos de Arellano, Alférez Mayor del Pendón de la Divisa de nuestro Señor el Rey, que Dios perdone, fijo del noble Cavallero Don Juan Remirez, aliter Remirs de Arellano, que Dios perdone. El qual finó en Zaragoça en servicio del Rey Don Fernando de Aragón, cuando cobró el dicho Regno, à 26 días. del mes de Julio, año del Señor 1408. años». Pero el propio Salazar y Castro ya señaló que la fecha estaba equivocada en cuatro años y que falleció en 1412.[13] Sin embargo, Fernández de Córdova Miralles afirmó que no había encontrado pruebas de que este magnate fuera el alférez mayor del pendón de la Divisa en el reinado de Enrique III,[14] como otros sostienen,[15] y afirmó que ese cargo no había sido creado en esos momentos y que posiblemente se identificaría «más bien» con el de alférez mayor del pendón de la Divisa del Cordón de San Francisco, cuyo primer titular sería Juan Álvarez Osorio en 1417.[14][16]

### Reinado de Juan II de Castilla (1406-1454)
- (1406-1412) Carlos Ramírez de Arellano.[8]
- (1412) Juan Ramírez de Arellano. Era hijo de Carlos Ramírez de Arellano[5] y de Constanza Sarmiento, y fue señor de los Cameros y, entre otras muchas, de las villas de Aguilar de Inestrillas y Viguera.[11] En los reinados de Juan II y de Enrique IV de Castilla fue un destacado ricohombre de la Corona de Castilla.[16] Contrajo matrimonio con Isabel Enríquez, que era hija de Alfonso Enríquez, almirante de Castilla y adelantado mayor del reino de León, y de Juana de Mendoza.[17][11][18]
- (1417) Juan Álvarez Osorio. Ricohombre castellano e hijo de Álvar Pérez Osorio y de Mayor de Velasco.[19] Fue señor de Villalobos y Castroverde, mayordomo mayor de la reina Catalina de Lancaster, alférez mayor del pendón de la divisa del cordón de san Francisco,[20] guarda mayor del rey Juan II de Castilla,[21] y alférez del pendón de la Orden del Espíritu Santo,[22] que fue creada por el rey Juan I de Castilla en Segovia en 1390.[23] Además, contrajo matrimonio con Aldonza de Guzmán, que era hija de Ramiro Núñez de Guzmán, señor de Toral, y de Elvira de Bazán, y con quien tuvo varios hijos.[24] Sin embargo, Jaime de Salazar y Acha señaló que este individuo había sucedido a Juan Ramírez de Arellano como alférez mayor del pendón de la divisa del rey,[21] pero Fernández de Córdova señaló que esta última y la divisa del cordón de San Francisco posiblemente serían emblemas diferentes, aunque, como ya se ha señalado anteriormente, este autor admite la posibilidad de que la misión de portar la divisa de Juan I de Castilla, que era el Espíritu Santo o un halcón, hubiera sido incluida dentro de las responsabilidades del alférez mayor que portaba el pendón de la divisa del cordón de San Francisco.[5]
- (1417-1447) Pedro Álvarez Osorio. Era hijo del anterior y de Aldonza de Guzmán.[25] Fue conde de Trastámara, ricohombre de León y señor, entre otras muchas, de las villas de Villalobos, Valderas, Castroverde, Valdescorriel, Villamañán y Fuentes de Ropel. Además, fue guarda mayor del rey Juan II de Castilla y miembro de su Consejo Real y alférez mayor del pendón de la divisa del cordón de San Francisco.[26][27][20]

### Reinado de Enrique IV de Castilla (1454-1474)

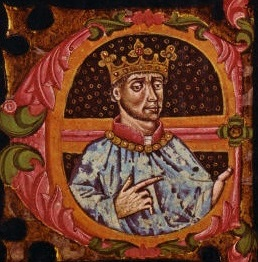
Miniatura medieval que representa al rey Enrique IV de Castilla.

- (1462-1471) Álvar Pérez Osorio. Era hijo del anterior y de Isabel de Rojas, señora de Cepeda.[26] Fue conde de Trastámara, marqués de Astorga, y señor del condado de Villalobos y de otras muchas villas, ricohombre de León, miembro del Consejo Real y alférez mayor del pendón de la Divisa del rey. Y contrajo matrimonio con Leonor Enríquez, que era hija del almirante de Castilla, Fadrique Enríquez,[21] y de su segunda esposa, Teresa de Quiñones.[28]
- (1471-1474) Pedro Álvarez Osorio. Era hijo del anterior y de Leonor Enríquez. Fue marqués de Astorga, conde de Trastámara, señor de Villalobos, ricohombre de León y alférez mayor del pendón de la Divisa del rey.[29] Contrajo matrimonio con Beatriz de Quiñones, que era hija de Diego Fernández de Quiñones, conde de Luna y merino mayor de Asturias y de León, y de Juana Enríquez.[29]

### Reinado de Isabel I de Castilla (1474-1506)
- (1474-1505) Pedro Álvarez Osorio. Ejerció el cargo hasta su muerte, ocurrida en 1505 y ya en el reinado de los Reyes Católicos.[29]
- La dignidad de Alférez Mayor del Pendón de la Divisa del Rey, ha estado unida a la persona que ostentase el Marquesado de Astorga con su Grandeza de España Inmemorial. En la actualidad la marquesa de Astorga y alférez mayor del Pendón de la Divisa del Rey es, Pilar Paloma de Casanova y Barón Osorio de Moscoso Cárdenas, que por su título de Duquesa de Maqueda conlleva también la dignidad de Adelantada Mayor del Reino de Granada. Está casada con Francisco López Becerra de Sole y Martin de Vargas, Señor de Tejada, Comendador de la Orden de Isabel la Católica y Comendador de la Orden del Mérito Civil, Caballero de Justicia de la Orden Constantiniana de San Jorge, y Mayorazgo de noble Casa de López de Becerra de Marchena.